# Boží muka (Liběšice)
Pozdně barokní pískovcová boží muka se nalézají na návsi ve vesnici Liběšice v okrese Jičín v Královéhradeckém kraji, po pravé straně silnice směrem na Češov. Boží muka jsou chráněna jako kulturní památka ČR. Národní památkový ústav tato boží muka s reliefy svatých uvádí v katalogu památek pod rejstříkovým číslem ÚSKP 47199/6-1140. 

## Popis
Pískovcová pozdně barokní boží muka pocházející z roku 1776 jsou tvořena kruhovým pilířem umístěným na kamenném kruhovém soklu. Na pilíři je umístěna kamenná kaplice s volutami, vrcholící kamennou koulí a kovovým křížkem. Kaplice je ze tří stran ozdobena vysokými reliéfy. V dolní části pilíře je vytesaný nápis “A(NNO) 1776 / TATO S(VATÁ) S / TATUE WI / ZVYZENA / KE CTY A CH / VÁLE BOŽY A NA / KLAD POČZESTN / E OBCE LIBYSYCKE”. 
Boží muka jsou umístěna v pískovcové balustrádě o rozměru 2,5 x 2,5 m pocházející z roku 1869.